# Veljko Drakulić
Veljko Drakulić (Karlovac, 29. studenoga 1908. - Zagreb, 14. ožujka 1986.), bio je sudionik narodnooslobodilačke borbe, visoki partijski dužnosnik i prvi načelnik Udbe NR Hrvatske (1946. – 1953).

## Karijera u Kraljevini Jugoslaviji
Rođen je 29. studenog 1908., u Karlovcu, tada u sastavu Austro - Ugarske Monarhije. U međuratnom je razdoblju, u Kraljevini Jugoslaviji, završio Učiteljsku školu, te je do izbijanja Drugoga svjetskog rata, radio kao učitelj u Domu maloljetnika u Glini, da bi u istom mjestu, 1938., osnovao Pučko kazalište. Godine 1935., u Glini postaje članom KPJ i KK Glina. 

## Drugi svjetski rat
Nakon izbijanja Drugoga svjetskog rata, njemačkoga osvajanja Jugoslavije i uspostavom NDH, odmah se priključio narodnooslobodilačkoj borbi na Kordunu i Banovini, te je 1941. zarobljen i odveden u talijanski zarobljenički logor, gdje boravi do 1943., kada, nakon kapitulacije Italije, ponovno aktivno sudjelovanje u narodnooslobodilačkom pokretu. 

## Karijera u socijalističkoj Jugoslaviji
Nakon osnivanja Ozne, 1944., djelatno se uključuje u rad službe, te je nakon završetka rata, u narednom desetljeću, u socijalističkoj Jugoslaviji, na državnoj razini obavljao niz rukovodećih dužnosti iz resora državne sigurnosti. 
Godine 1946., bio je imenovan za pomoćnika načelnika Ozne za NR Hrvatsku, da bi nakon reorganizacije bio imenovan pomoćnikom ministra unutrašnjih poslova NRH, Ivana Krajačića Steve, i prvim načelnikom Udbe, u činu general - potpukovnika, koju dužnost je obnašao u razdoblju od 1946. do 1953.godine. Godine 1953. imenovan je na dužnost sekretara (tajnika) Izvršnog vijeća (Vlade) Sabora SRH, u mandatu Vladimira Bakarića, te je kasnije bio na dužnosti potpredsjednika Sabora SRH. U svom djelovanju na dužnostima u Saboru, od 1953. do 1964., bio je među ostalim i član Obora za prosvjetu, te je 1959. bio imenovan članom Komisije za vjerska pitanja NRH (pod predsjedanjem Stjepana Ivekovića, a uz Drakulića clanovi su bili Uroš Slijepčević, Mirjana Krstinić, Željko Dežman i Marko Lolić, a sekretarom je bio imenovan Zlatko Frid).
Zatim je bio izabran na dužnost poslanika u Saveznom vijeću Skupštine SFRJ, te je bio član Glavnog odbora Saveza socijalističkog radnog naroda (SSRN) Hrvatske, a u nekoliko je mandata bio biran i za člana CK SKH.
Umro je u Zagrebu, 14. ožujka 1986., u sedamdeset i osmoj godini. 